# ベストヴァトン
ベストヴァトン (氷語: Hestvatn、「馬の湖」の意) はアイスランドの湖。

## 概要
ベストヴァトンはアイスランド島の南西部の南アイスランド地方の自治体グリムスネース＝グラプニンフスフレップル (Grímsnes- og Grafningshreppur) 内にある。面積は 6.8 km² であり、湖の北部にランバギ (Lambhagi) という島がある。湖の西側から南側に沿った形でクヴィータゥ川 (Hvítá) が流れており、Hestlækur 川 (導水路) を通じてクヴィータゥに流れ出ている。水深は最大で 61.5 m。東側は丘陵地帯で、ヘストフィヤットル山 (Hestfjall、317 m) がある。もっとも近い集落は、湖の北東にあり「エコヴィレッジ Ecovillage」として活動しているソゥルヘイマル (Sólheimar) である。